# Poa unilateralis ssp. unilateralis
Poa unilateralis ssp. unilateralis là một phân loài cỏ trong họ hòa thảo, thuộc chi poa.